# High Wycombe
High Wycombe (tidligere Chepping Wycombe eller Chipping Wycombe indtil omkring 1911 ) er en by i den sydlige del af Buckinghamshire i distriktet Wycombe, England. Byen ligger knap 50 km nordvest for London; På Corn Market building i centrum af byen er afstanden på 29 miles indgraveret. I 2001 blev befolkningstallet angivet til 118,229 indbyggere, hvilket gør byen til den største i Buckinghamshire, efter Milton Keynes blev udskilt fra dette county. Wycombe er delvist en industriby og markedsby for de omgivende landdistrikter, og byen har huset et marked på High Street siden middelalderen. Siden 17. århundrede har industrien været den dominerende økonomiske faktor i byen. Befolkningen i Buckinghamshire er blandt de rigeste i hele Storbritannien,   men alligevel findes der i Wycombe flere relativt fattige områder. 

## Historie
Byens navn er afledt af floden Wye og det oldengelske ord for en skovklædt dal; combe. Byen optræder første gang i de historiske kilder i 970 som Wicumun, og senere optræder den i Domesday Book, på det tidspunkt havde den seks møller. Omkring år 2 e.v.t. var der en romersk villa på stedet, som flere gange er blevet udgravet, senest i 1954; her blev der bl.a. fundet mosaikker og badhuse. Under den Engelske borgerkrig blev der udkæmpet et mindre slag i nærheden af High Wycombe. Den senere premierminister Benjamin Disraeli havde sit hjem i byen.